# Língua japreria
Japrería (Yapreria) é uma línguas Caribe falada na Venezuela.

## Fonologia
São seis os sons vogais Japreria: /a, e, i, ɨ, o, u/.
São 14 os sons consoantes
|                  | Bilabial | Labiodental | Alveolar | Post-alveolar | Palatal | Velar | Uvular | Glotal |
| ---------------- | -------- | ----------- | -------- | ------------- | ------- | ----- | ------ | ------ |
| Oclusiva         | p        |             | t        |               |         | k     |        | ʔ      |
| Africada         |          |             |          | t͡ʃ            |         |       |        |        |
| Fricativa        |          |             | s        | ʃ             |         |       |        | h      |
| Nasal            | m        |             | n        |               |         |       |        |        |
| Aproximante      |          | ʋ           |          |               | j       |       |        |        |
| Vibrante simples |          |             |          |               |         |       | ʀ      |        |
| Vibrante         |          |             | ɾ        |               |         |       |        |        |